# Cmentarz ewangelicki w Toruniu
Cmentarz ewangelicki w Toruniu – nieczynny cmentarz wyznania ewangelicko-unijnego w Toruniu, znajdujący się przy ul. Poznańskiej 114 na Podgórzu. Cmentarz należy obecnie do Gminy Miasta Toruń.

## Historia
Cmentarz powstał w 1845 roku i służył wiernym kościoła ewangelicko-unijnego zamieszkałym w obecnej lewobrzeżnej części Torunia, w dzielnicach Podgórz i Glinki. Prawdopodobnie cmentarz był zaniedbany od 1870 roku, jednak to przypuszczenie nie zostało do dzisiaj potwierdzone. W 1898 roku wydano zarządzenie o uporządkowaniu grobów na cmentarzu, nakazując wydzielenie kwater dla dzieci i dorosłych. W starej części cmentarza miała zostać przeprowadzona ekshumacja na koszt parafii. Ze względu na stan zachowania cmentarza nie można ustalić, czy wykonano polecenie oraz, kiedy zaprzestano pochówków na cmentarzu. Prawdopodobnie cmentarz był czynny do drugiej dekady XX wieku.
Po 1945 roku popadł w zapomnienie. W 1966 roku w Ilustrowanym Kurierze Polskim donoszono o planach likwidacji cmentarza (wraz z tym cmentarzem miano także zlikwidować tzw. nowy cmentarz ewangelicki położony na ulicy Poznańskiej 313). W latach 70. oceniono stan cmentarza jako bardzo zły. W 1975 roku zamknięto obiekt. Data likwidacji nagrobków jest nieznana. Według relacji spisanej w publikacji 460 lat Podgórza 1555–2015, nagrobki mogły być likwidowane w latach 60. XX wieku przez uczniów pobliskiej szkoły podstawowej. Elementy metalowe miały zostać zdemontowane w celu pozyskania żeliwa na potrzeby rywalizacji międzyszkolnej w ilości zebranych surowców wtórnych. W 1976 roku sporządzono dokumentację nagrobków wraz ze zdjęciami. W latach 1985–1994 uległ częściowej likwidacji.
Do 2015 roku zachowało się około 10 nagrobków. Podczas prac porządkowych w latach 2014–2015 znaleziono kilka nagrobków, potłuczone fragmenty postumentów i tablic oraz żeliwną płytę inskrypcyjną zdobioną głową anioła i liśćmi palmowymi. Cmentarz porządkowały organizacje: Stowarzyszenie Nasz Podgórz, Jednostka 3366 Związku Strzeleckiego Rzeczypospolitej, Lapidaria. Zapomniane cmentarze Pomorza i Kujaw, Grupa Rekonstrukcji Historycznej Rex oraz osoby prywatne.